# 八幡站 (愛知縣)
八幡站（日语：／ Yawata eki */?）是位於愛知縣豐川市八幡町，名古屋鐵道（名鐵）的豐川線車站。車站編號為TK01。

## 歷史
在1972年八幡口站、市田站與諏訪新道站三站整合，在八幡口站至市田站之間開設新站。市田站同時廢止，八幡口和諏訪新道兩站隨後撒走車站設備成為號誌站。當中八幡口號誌站現時已經廢止，剩下諏訪新道號誌站。
八幡口號誌站的遺址於鐵路高架橋下，與現行道路並行，可從道路走線中看到號誌站的形態（距離此站向國府一方約300米）。另一方面，市田站於此站東邊高架橋終點的3公里里程碑附近（月台於北邊）。由於側道封閉，因此現時不能前往舊站遺址。
- 1945年（昭和20年）2月18日 - 豐川市內線（現時為豐川線）開通，位於此站東邊的野口站啟用。
- 1946年（昭和21年）6月1日 - 野口站改名為市田站。
- 1948年（昭和23年）10月15日 - 此站西邊的第二師範前站啟用。
- 1949年（昭和24年）12月1日 - 第二師範前站改名為八幡口站。
- 1972年（昭和47年）6月1日 - 八幡口站、市田站、諏訪新道站整合，八幡站啟用。八幡口站、諏訪新道站降級為號誌站，市田站廢止。
- 1995年（平成7年） - 與縣道東三河環狀線（日语：愛知県道31号東三河環状線）立體交差，開始高架化工程，新設列車交會設備，並使用臨時路軌。
- 1996年（平成8年）12月14日 - 八幡站高架化。八幡口號誌站廢止[1]。
- 2005年（平成17年）
  - 12月1日 - 設置自動閘機與自動售票機。
  - 12月14日 - 引入車站集中管理系統（日语：駅集中管理システム）。同時車站可以使用交通儲值卡「Trans Pass（日语：トランパス (交通プリペイドカード)）」。
- 2011年（平成23年）2月11日 - 車站可以使用「manaca」IC卡。
- 2012年（平成24年）2月29日 - 交通儲值卡「Trans Pass」的服務終止，此站也不可使用其儲值卡。
- 2013年 - 進行無障礙工程，設置升降機和月台提高高度完成。

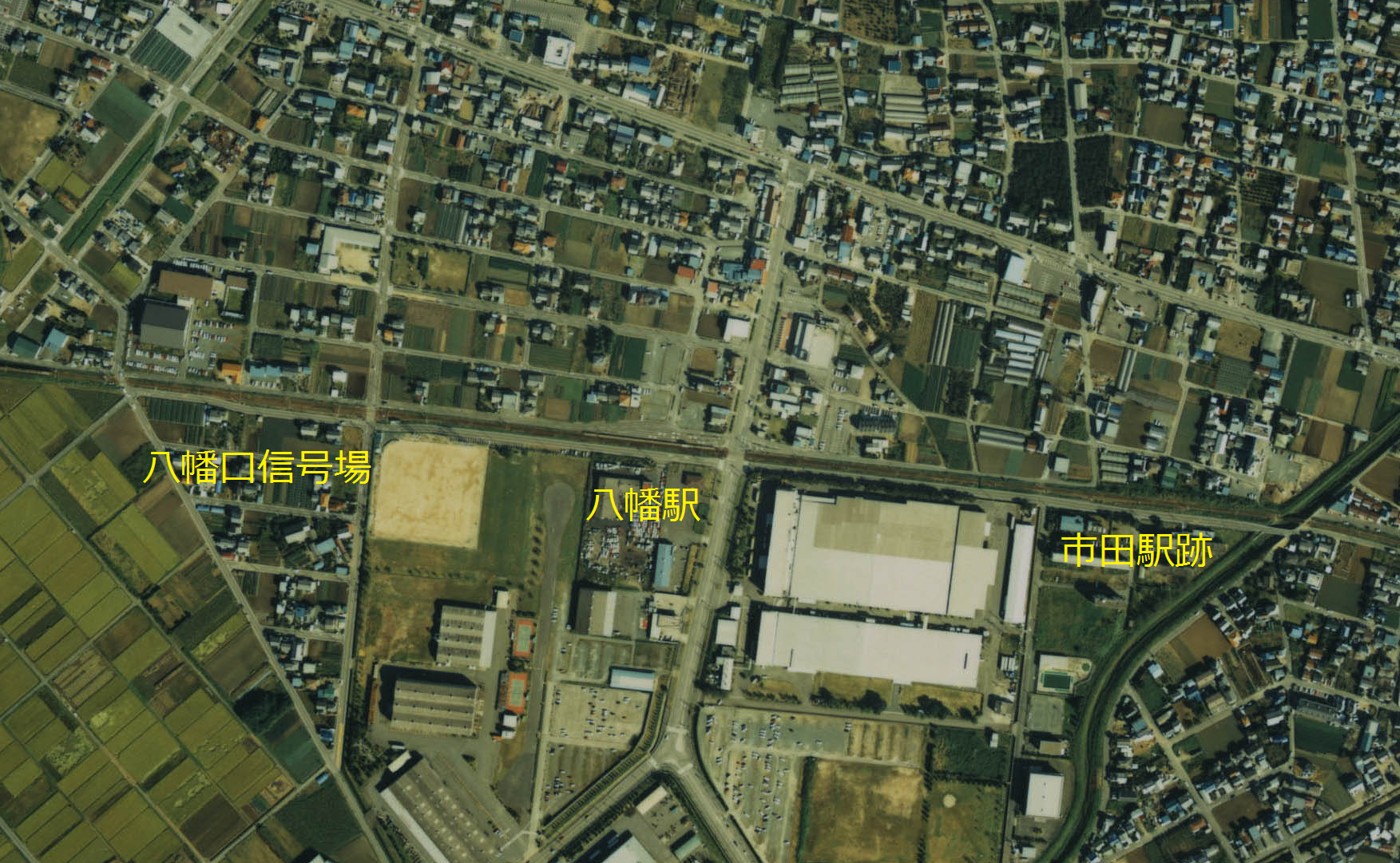
八幡口號誌站與八幡站。國土空中相片。1988年度。
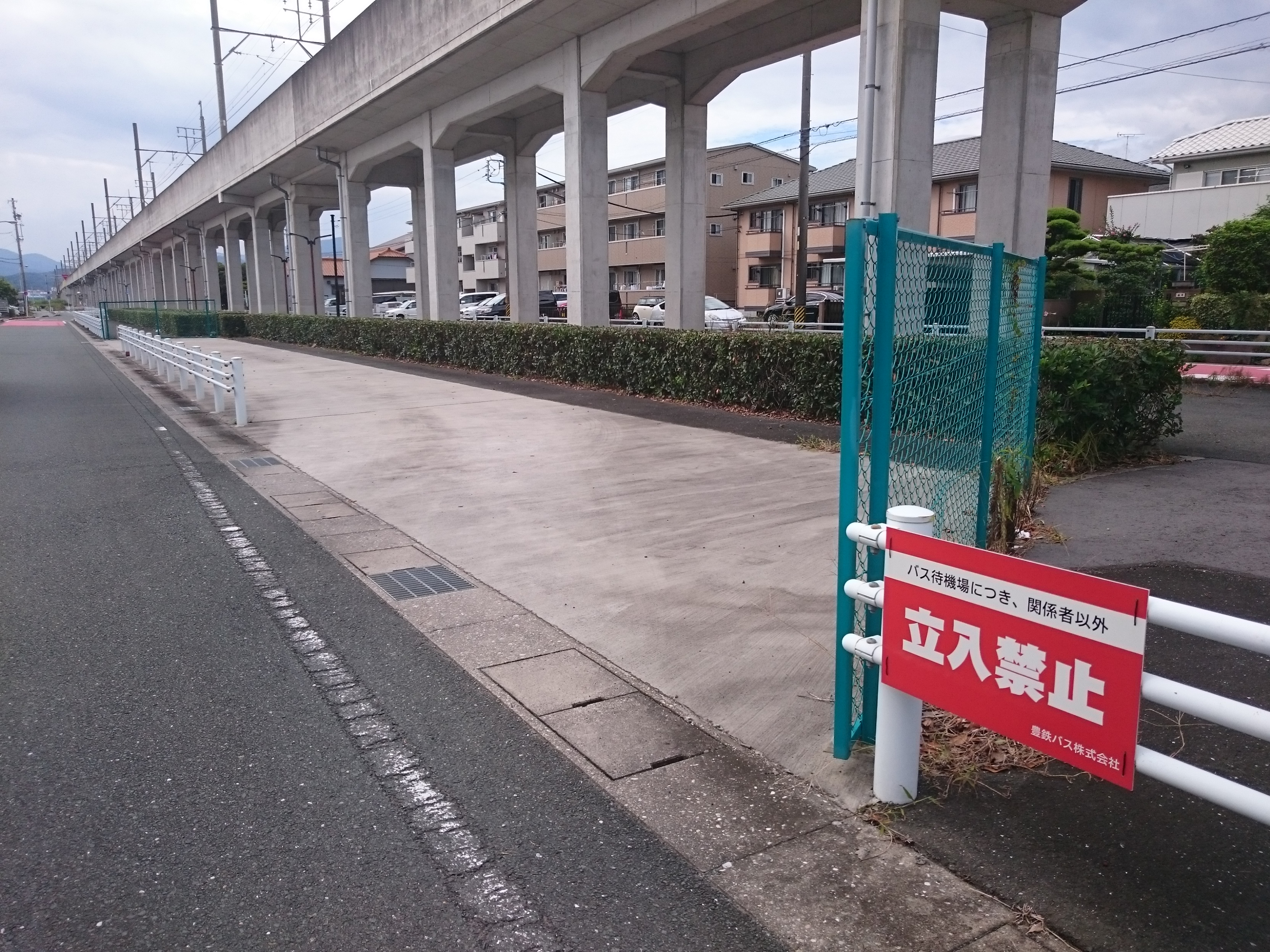
八幡口號誌站遺址。現時為豐鐵巴士（日语：豊鉄バス）的等待處。

## 車站構造
車站為一座高架車站，設有1面2線的島式月台。引入了車站集中管理系統（由國府站管理）的無人車站。設有簡易櫃臺，只在勞動中心舉行活動時才設有開放該櫃臺售票。2路軌可向兩方向行駛，在資訊上列車使用靠左月台。月台在高架化前位於東邊。由於使用人次少，因此此站曾經沒有升降機與電梯。在2013年5月，豐川市民醫院遷移至車站旁邊，因此建設了供輪椅使用的升降機。此站曾經為特急通過站，雖然現時為（快速）特急的特別停車站，此站不能購買μ-Ticket。如要在此站使用特別車，需事前購買μ-Ticket。
| 月台 | 路線   | 上下行 | 方向                 |
| ---- | ------ | ------ | -------------------- |
| 1    | 豐川線 | 下行   | 豐川稻荷方向         |
| 2    | 豐川線 | 上行   | 國府、名鐵名古屋方向 |

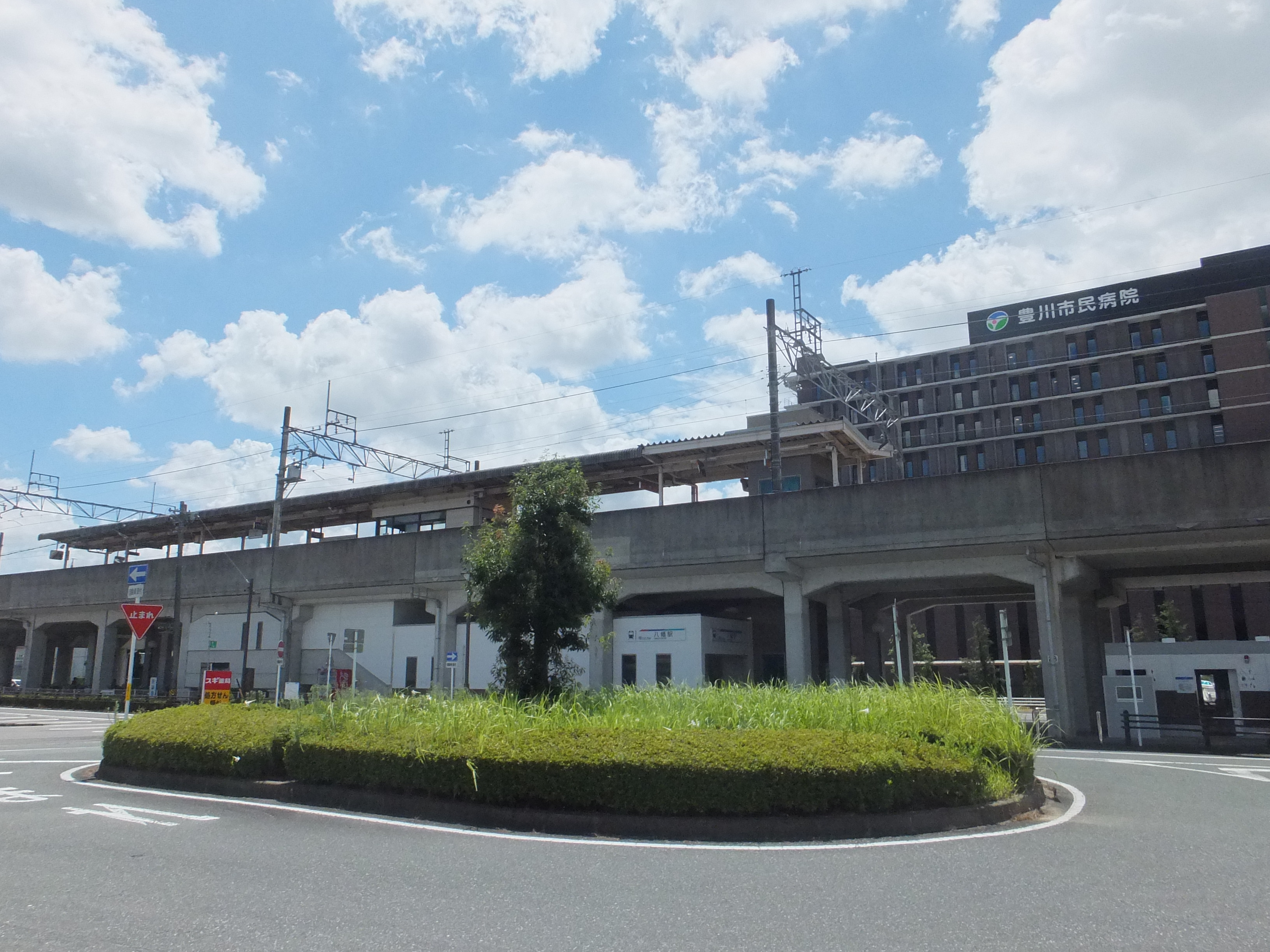
車站外觀
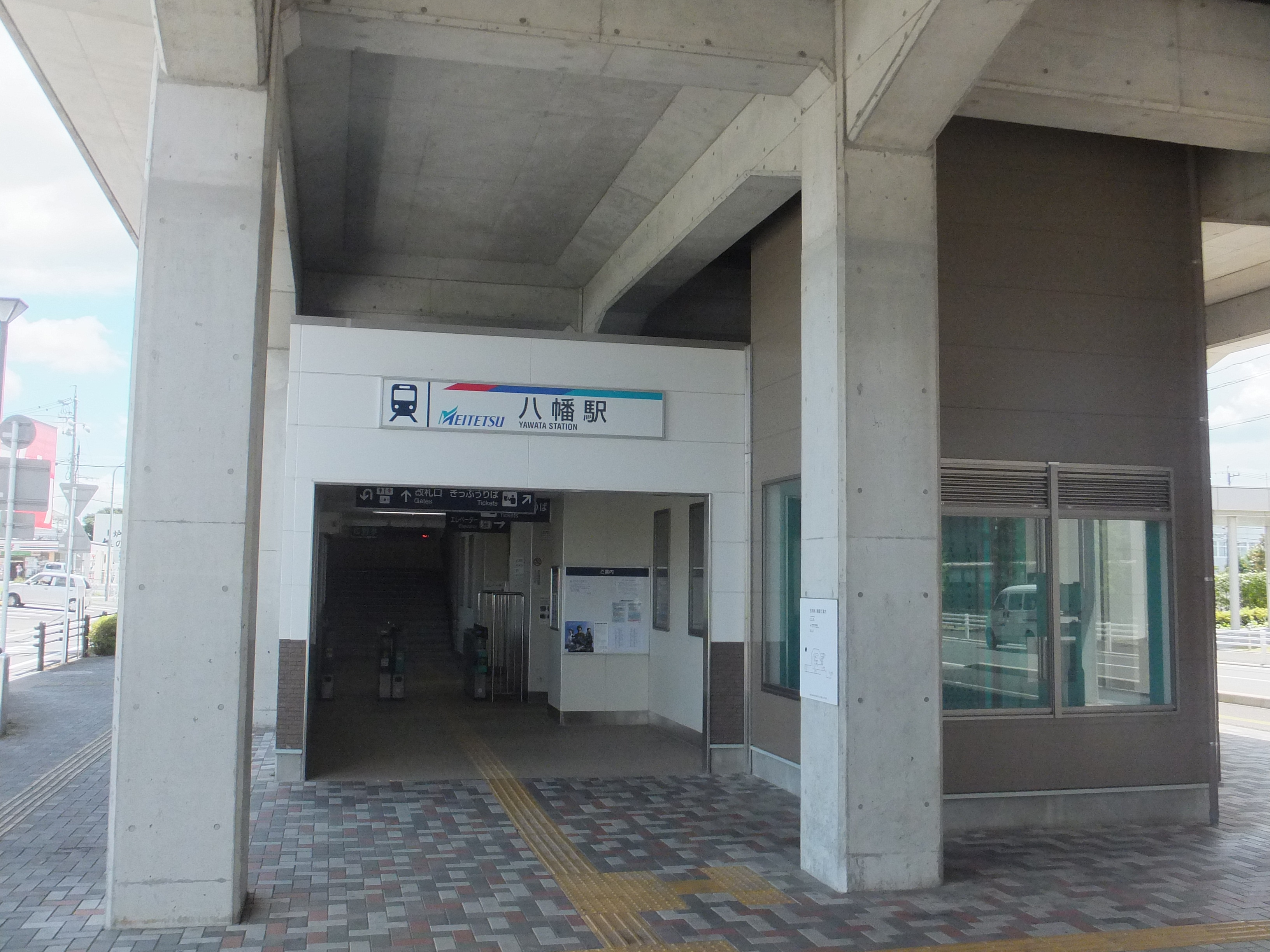
閘口
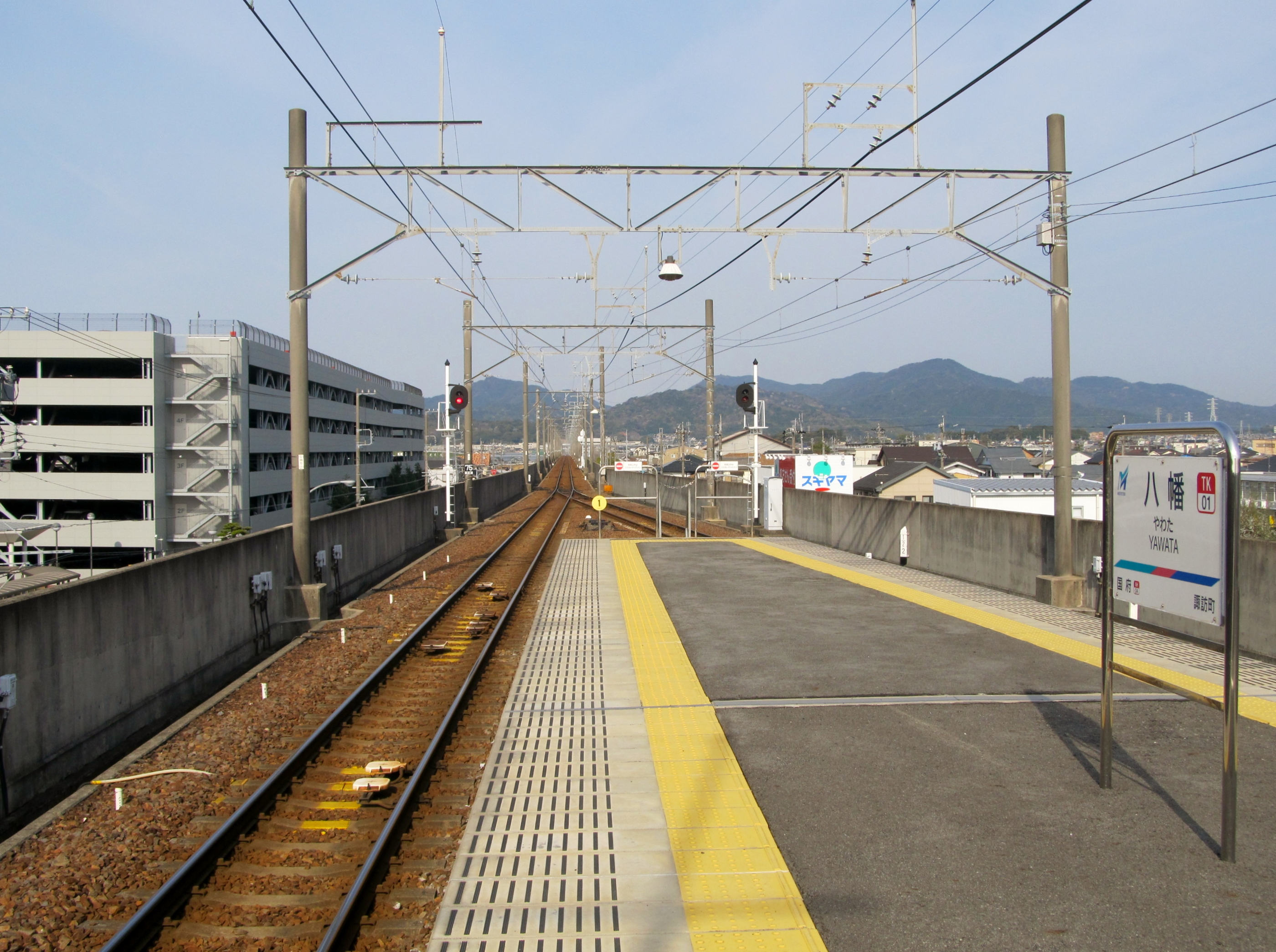
月台

在未設置升降機前的八幡站 (2005年)
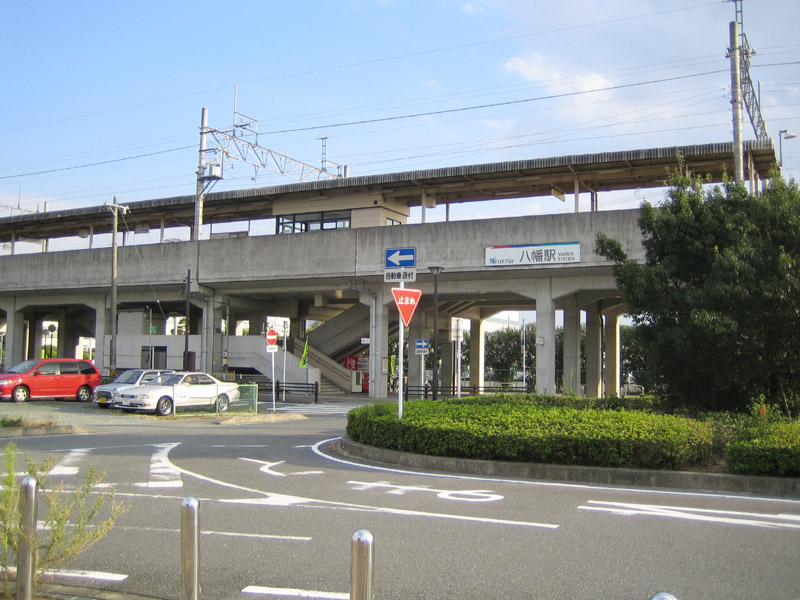
車站外觀
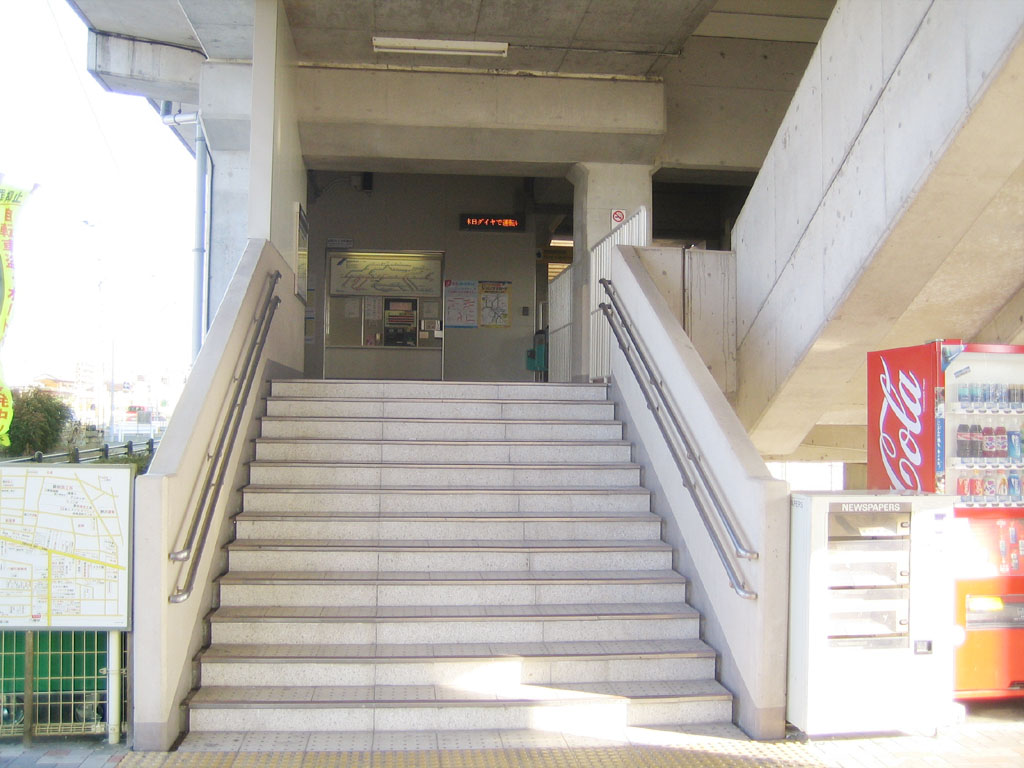
月台與樓梯
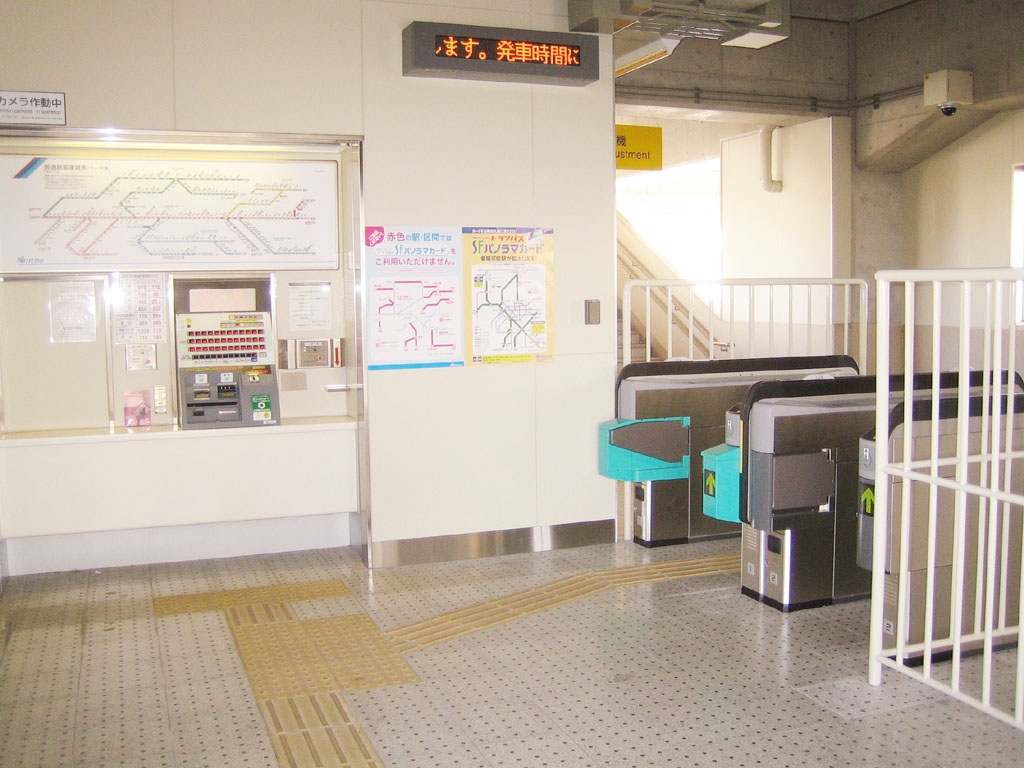
閘口

### 配線圖
| ← 豐川稲荷方向  | 八幡站 站內配線略圖 | → 國府、 名古屋方向 |
| 图例 参考文献： |                     |                     |

車站兩邊是使用偏開道岔，1號月台的時速制限為40km/h，2號月台則為75km/h。

## 使用狀況
- 在中提及在2013年度，當時1日平均上下車人次為2,136人，為名鐵所有車站（275站）排名第176，豐川線（5站）中排名第4[5]。
- 在中提及在1992年度，當時1日平均上下車人次為1,311人，為除岐阜市內線均一車費區間內各站（岐阜市內線、田神線、美濃町線徹明町站至琴塚站之間）外名鐵所有車站（342站）中排名第204，豐川線（5站）排名第4[6]。
- 在愛知縣統計資料中，在2008年度的乘車人次1日平均818人。在豐川線（5站）中排名第4。
- 根據，在2018年度1日平均乘車人次為1,089人，以下為近年1日平均乘車人次列表：

| 年度   | 1日平均 乘車人次 |
| ------ | ---------------- |
| 2013年 | 1,069            |
| 2014年 | 1,064            |
| 2015年 | 1,077            |
| 2016年 | 1,051            |
| 2017年 | 1,089            |

## 車站周邊
- 豐川工業團地（野路工業團地）
  - 鈴木 豐川工廠
  - 日立製作所 豐川工廠
  - 香月堂（日语：香月堂） 白鳥工廠
- 豊川警署（日语：豊川警察署） 八幡崗亭
- 豐川市民醫院（日语：豊川市民病院）
- 勤勞體育中心
- 向日葵農業協同組合（日语：ひまわり農業協同組合） A-Coop 中部店
- 八幡商店街
- 野中公園
- 豐川市道篠束野口線
- Sugi藥局（日语：スギ薬局）八幡站前店

## 巴士路線
- 豐鐵巴士（日语：豊鉄バス）「八幡站口」巴士站
  - 豐川線（日语：豊鉄バス新城営業所#豊川線）
  - 新豐線（日语：豊鉄バス新城営業所#新豊線）
- 豐川市社區巴士（日语：豊川市コミュニティバス）「名鐵八幡站」巴士站
  - 豐川國府線（日语：豊川市コミュニティバス#豊川国府線）
  - 音羽線（日语：豊川市コミュニティバス#音羽線）
  - 御津線（日语：豊川市コミュニティバス#御津線）

## 相鄰車站
名古屋鐵道
 豐川線
□快速特急、■特急、■急行、■準急、■普通
國府（NH04）－八幡（TK02）－（諏訪新道號誌站）－諏訪町（TK02）

## 注腳
1. ↑  今尾惠介（監修）.  7号. 新潮社. 2008: 43. ISBN 978-4107900258.
2. ↑  共通SFカードシステム「トランパス」を名古屋本線未導入駅10駅と豊川線3駅に導入します （页面存档备份，存于） - 名古屋鐵道，2005年11月15日
3. 1 2  駅時刻表：名古屋鉄道・名鉄バス （页面存档备份，存于）、2019年3月24日參閲
4. ↑  電氣車研究會，『鐵道畫刊』通卷第816號 2009年3月 臨時特刊號 「特集 - 名古屋鉄道」，卷末收錄「名古屋鐵道 配線略圖」
5. ↑  名鐵120年史編纂委員會事務局（編）. . 名古屋鐵道. 2014: 160–162.
6. ↑  名古屋鐵道廣報宣傳部（編）. . 名古屋鐵道. 1994: 651–653.

## 外部連結
- 八幡 - 名古屋鐵道